# Nathacha Appanah
Nathacha Devi Pathareddy Appanah (Mahébourg, 24 mei 1973) is een Mauritiaanse journalist en romanschrijfster die in Frankrijk woont. Menselijke migratie is een weerkerend thema in haar werk.

## Biografie
Appanah werd geboren op 24 mei 1973 in Mahébourg (Grand Port). De eerste vijf jaar van haar jeugd bracht ze door bij haar grootouders in het noorden van Mauritius, in Piton (Rivière du Rempart). Haar moedertaal is Mauritiaans Creools en ze schrijft in het Frans. Haar familie stamt af van Indiase contractarbeiders die naar Mauritius emigreerden.
Appanah werkte in Mauritius als journalist voor de Franstalige dagbladen Le Mauricien en Week-End Scope. In 1998 verhuisde ze naar Frankrijk. Ze ging wonen in Lyon en daarna in Grenoble waar zij haar opleiding op het gebied van uitgeven en journalistiek afrondde. In Frankrijk zette ze haar carrière als journalist voor de geschreven pers en op de radio voort. Ze schreef artikelen voor Géo (magazine), Air France Magazine, Viva Magazine en ze werkte voor RSR (Radio Suisse Romande), RFI (Radio France Internationale) en France Culture. In 2023 is ze met haar man en dochter verhuisd naar Parijs.
Appanah is lid van de leescommissie van Editions Gallimard.
In 2017 is ze benoemd tot Chevalier de l’Ordre des Arts et des Lettres.

## Literair werk
Haar eerste roman, Les Rochers de Poudre d’Or werd uitgegeven in 2003 en  vertelt het epische verhaal van Indiase arbeiders die de slaafgemaakten kwamen vervangen op de suikerrietplantages van Mauritius.
Haar tweede roman Blue Bay Palace (2004) speelt zich af in een luxe hotel voor toeristen. Het is een tragisch liefdesverhaal over een jonge Indiase werkneemster  voor de zoon van de baas, een man die niet tot haar kaste behoort.
Le Dernier Frère, uitgegeven in 2007, vertelt het verhaal van Raj, een Mauritiaanse jongen, en David, een jonge Jood die tijdens de Tweede Wereldoorlog opgesloten zat in de gevangenis van Beau-Bassin. Daar bevond zich het interneringskamp waar 1.670 Joden waren opgesloten die in 1941 Palestina probeerden te bereiken. Voor het boek ontving de auteur verschillende literaire prijzen, waaronder de Prix du roman Fnac 2017. Het  boek is in meer dan vijftien talen vertaald.
In 2013 verzorgde Appanah de vertaling van de Amerikaanse roman You Deserve Nothing van Alexander Maksik. De vertaling verscheen onder de titel Indigne.
Haar roman Tropique de la violence, gepubliceerd in 2016, komt voort uit haar ervaringen tijdens een verblijf in Mayotte. Ze verbleef daar van 2008 tot 2010 en kwam in aanraking met jongeren die op drift raakten door een gebrek aan toekomstperspectief. Het boek werd opgenomen in de eerste selectie van de Prix Goncourt, van de Prix Femina en de Prix Médicis en won uiteindelijk de prix Femina des lycéens.
In 2018 verscheen Une année lumière, een verzameling van de columns die in 2017 in het dagblad La Croix waren gepubliceerd en waarin zowel haar beroep als schrijver als haar Mauritiaanse afkomst centraal staan.
Haar zevende roman Le ciel par-dessus le toit verscheen in 2019. De zeventien jaar oude Loup is ten einde raad sinds zijn zus het ouderlijk huis ontvluchtte. Hij gebruikt de auto van zijn moeder om haar te zoeken maar veroorzaakt een verkeersongeluk waarvoor hij wordt opgesloten in een jeugdgevangenis.
Niets is van jou, de vertaling van de roman Rien ne t'appartient (2021) verscheen in 2021. In 2022 ontving ze hiervoor de Prix de la langue française.
In 2023 publiceerde Appanah een nieuwe roman, La Mémoire délavée, waarin ze jeugdherinneringen ophaalt en zich een beeld probeert te vormen van haar voorouders die in 1872 hun dorp in India verlieten om als contractarbeider op een suikerrietplantage in Mauritius te gaan werken.

## Werk
- 2003 Les Rochers de Poudre d’or
- 2004 Blue Bay Palace. Nederlandse vertaling Blue Bay Palace. Vertaald door Eef Gratema. Wereldbibliotheek, Amsterdam, 2005 ISBN 90-284-2088-6
- 2005 La Noce d’Anna
- 2007 Le Dernier Frère. Nederlandse vertaling De laatste broer. Vertaald door Truus Boot. De Bezige Bij, Amsterdam, 2008. ISBN 978-90-234-2786-5
- 2014 L'Étrange été de Tikoulou
- 2015 En attendant demain
- 2016 Tropique de la violence
- 2016 Petit Éloge des fantômes
- 2018 Une année lumière (essays)
- 2019 Le Ciel par-dessus le toit
- 2021 Rien ne t'appartient. Nederlandse vertaling Niets is van jou. Vertaald door Nathalie Tabury. Uitgeverij Vleugels, Bleiswijk, 2022. ISBN 978-94-93186-65-1
- 2023 La Mémoire délavée

- Bibsys: 4081303
- Biblioteca Nacional de España: XX4775850
- Bibliothèque nationale de France: cb14444957n (data)
- Catàleg d'autoritats de noms i títols de Catalunya: 981058510852006706
- CiNii: DA19512314
- Gemeinsame Normdatei: 131998900
- International Standard Name Identifier: 0000 0001 2022 5766
- Library of Congress Control Number: no2003028678
- Nationale Bibliotheek van Letland: 000309708
- Bibliotheek van het Japanse parlement: 001327484
- Nationale Bibliotheek van Tsjechië: xx0275891
- Nationale Bibliotheek van Israël: 987007312196305171
- Nederlandse Thesaurus van Auteursnamen: 277132649
- Réseau des bibliothèques de Suisse occidentale: 02-A009111258
- Système universitaire de documentation: 071018468
- Virtual International Authority File: 24821535
- WorldCat: E39PBJvmJcGMCTDWMDwWVchyh3